# Аверьянов, Леонид Владимирович
Леони́д Влади́мирович Аверья́нов (род. 1955) — советский и российский ботаник-систематик, исследователь и знаток растений семейства Орхидные (Orchidaceae), президент Русского ботанического общества, главный редактор «Ботанического журнала» (2021).

## Биография
Родился 25 апреля 1955 года в Ленинграде. В 1977 году окончил ЛГУ имени А. А. Жданова, поступил на работу в БИН имени В. Л. Комарова, где и работает по сей день. В 1983 году защитил кандидатскую диссертацию «Род Dactylorhiza Nevski (Orchidaceae Juss.) в СССР», в 1990 году — докторскую диссертацию «Орхидные Вьетнама».
Область научных интересов: систематика и география растений, охрана природы. Профессор Аверьянов является крупнейшим специалистом по флорам Юго-Восточной Азии, им опубликовано более 300 научных статей и монографий. На протяжении многих лет сотрудничал с CNN, а также с рядом газет и телевидением Вьетнама (VTV) по подготовке статей и программ об охране природы. Им открыто и описано 5 родов и более 100 видов растений, более 60 из которых относятся к семейству Орхидные.
Вице-президент Русского ботанического общества с 2010 года. С 2016 года и. о. президента, с 2018 года — президент общества.
Заведующий отделом Гербарий высших растений Ботанического института им. В. Л. Комарова (2016, и. о. с 2015)

## Награды и премии
- премия Ленинского комсомола (1987) — за работу «Систематика и кариосистематика некоторых родов орхидных»
- премия имени В. Л. Комарова РАН (2005) — за серию работ по географии растений Восточного Индокитая[4].

## Научные труды
- Определитель орхидных (Orchidaceae Juss.) Вьетнама. — СПб., 1994. — 432 с.
- Dactylorhiza maculata s.l. (Orchidaceae) на территории СССР // Ботан. журн. — 1982. — Т. 67, вып. 3. — С. 303—312.
- Род башмачок — Cypripedium (Orchidaceae) на территории России // Turczaninowia : журнал. — Барнаул : Изд-во АлтГУ, 1999. — Т. 2, № 2. — С. 5—40. — ISSN 1560-7259.
- Орхидные (Orchidaceae) Средней России // Turczaninowia. — 2000. — Т. 3, вып. 1. — С. 30—53.
- Анализ эндемизма орхидных (Orchidaceae) и фитогеографическое деление восточной части полуострова Индокитай // Ботанический журнал. — 2005. — Т. 90, вып. 6. — С. 802—824.
- Редкие виды Орхидных (Orchidaceae) во флоре Вьетнама // Turczaninowia : журнал. — 2000. — Т. 3, № 2. — С. 5—86. — совместно с Аверьяновой Е. Л. Окончание: 2005. — Т. 8. — № 1. — С. 39—97.
- Fam Orchidaceae Juss. Конспект сосудистых растений флоры Вьетнама. — Л., 1990. — Т. 1. — С. 20—167.
- Предварительный список орхидных СРВ. — Ботан. ин-т АН СССР. Ленинград, 1988. — Вып. 2. — С. 152.
- Хромосмные числа некоторых видов семейства Orchidaceae с территории Северо-Запада СССР // Бот. журн.. — 1979. — Т. 64, вып. 6. — С. 863—877.
- Кариосистематическое исследование некоторых видов орхидных (Orchidaceae) флоры Средней Азии // Бот. журн.. — 1984. — Т. 69, вып. 2. — С. 245—247.
- Конспект рода Dactylorhiza Neck. ex Nevski (Orchidaceae) 1 // Новости систематики высш. раст.. — 1988. — Т. 25. — С. 48—67.
- Конспект рода Dactylorhiza Neck. ex Nevski (Orchidaceae), 2 // Новости систематики высш. раст.. — 1989. — Т. 26. — С. 47—56.
- Конспект рода Dactylorhiza Neck. ex Nevski (Orchidaceae), 4 // Новости систематики высш. раст.. — 1991. — Т. 28. — С. 33—42.
- Конспект рода Dactylorhiza Neck. ex Nevski (Orchidaceae), 1-4 // Новости систематики высш. раст.. — 1988. — Т. 25. — С. 48—67.
- Новые виды и номенклатурные изменения в семействе Orchidaceae флоры Вьетнама // Бот. журн.. — 1988. — Т. 73, вып. 1. — С. 100.
- Новые и редкие виды семейства Orchidaceae во флоре Вьетнама // Бот. журн.. — 1989. — Т. 74, вып. 9. — С. 1347—1355.
- Новые и редкие виды семейства Orchidaceae во флоре Вьетнама // Бот. журн.. — 1988. — Т. 73, вып. 6. — С. 892—898.
- Новые и редкие виды семейства Orchidaceae во флоре Вьетнама. — Бот. журн., 1988. — Т. 73, вып. 5. — С. 720—729.
- Новый вид рода Dactylorhiza (Orchidaceae) из Средней Азии и с Кавказа // Бот. журн.. — 1983. — Т. 68, вып. 4. — С. 534—539.
- Новый вид рода Lysiella (Orchidaceae) с Центрального Тянь-Шаня // Бот. журн.. — 1981. — Т. 66, вып. 4. — С. 578—583.
- О внутривидовой структуре таксона Dactylorhiza maculate (l.) Soo. s.l. сем. Orchidaceae // Бот. журн.. — 1979. — Т. 64, вып. 4. — С. 572.
- О внутривидовом полиморфизме на примере Dactylorhiza maculate (l.) Soo // Вестн. ЛГУ. сер. биол.. — Вып. 2,9. — С. 1977.
- Основные направления эволюции и система рода Dactylorhiza Nevski // Тез. докл. VII делегатского съезда Всесоюз. ботан. общ-ва. — Л.: Наука Ленингр. отделение., 1983. — С. 8—9.
- Основные пути морфологической эволюции в семействе Orchidaceae // Бот. журн.. — Т. 76, вып. 7. — С. 921.
- Предварительный список орхидных СРВ.. — Ботан. ин-т АН СССР. Ленинград, 1988. — Вып. 1. — С. 247.
- Происхождение и эволюция рода Dactylorhiza Nevski (Orchidaceae). // Тез. докл. II Всесоюз. совещ. «Охрана и культивирование орхидей».. — Киев: Наукова думка., 1983. — С. 24—26.
- The orchids of Vietnam illustrated survey // Turczaninowia.. — 2008. — Вып. 11(1). — С. 5–168.
- Аверьянов Л. В. Род Dactylorhiza (Orchidaceae) в СССР. Бот. журн. 1983. Т.68, Вып. 9. С. 1160—1167.
- Аверьянов Л. В. Род Dactylorhiza (Orchidaceae) в СССР. I. Бот. журн. 1983. Т. 68, Вып. 7. С. 889—895.
- Аверьянов Л. В. Семейство Orchidaceae. Бот. журн. 1983. Т. 68, Вып. 12. С. 1682.
- Аверьянов Л. В. Система орхидных (Orchidaceae) флоры Вьетнама. Подсемейство Epidendroideae, грибы Malaxideae и Epidendreae. Бот. журн. Т. 76, № 1. С. 120.
- Аверьянов Л. В. Система орхидных (Orchidaceae) флоры Вьетнама. Подсемейство Vandaideae. Бот. журн. Т. 76, № 6. С. 880.
- Аверьянов Л. В. Система орхидных (Orchidaceae) флоры Вьетнама. Подсемейство Apostasioideae, Cypripedioideae, Neottioideae и Orchidoideae. Бот. журн. 1990. Т. 75, № 7. С. 1013—1028.
- Аверьянов Л. В. Система орхидных (Orchidaceae) флоры Вьетнама. Подсемейство Epidendroideae, трибы Vaanilleae, Gastrodiae, Epipogicae, Arethuseae и Coelogyneae. Бот. журн. 1990. Т. 75, № 12. С. 1754—1767.
- Аверьянов Л. В. Система орхидных (Orchidaceae) флоры Вьетнама. Подсемейство Epidendroideae, трибы Malaxideae и Epidondreae. Бот. журн. 1991. Т.76, № 1. С. 120—128.
- Аверьянов Л. В. Таксономические и номенклатурные изменения в роде Dactylorhiza (Orchidaceae). Бот. журн. 1984. Т. 69, Вып. 6. С. 875.
- Аверьянов Л. В. Таксономические и номенклатурные изменения в роде Dactylorhiza (Orchidaceae). Бот. журн. 1986. Т. 71, Вып. 1. С. 92.
- Аверьянов Л. В. Три новых вида орхидных (Orchidaceae) из Вьетнама. Бот. журн. 1988. Т. 73, № 7. С. 1022.
- Аверьянов Л. В. Числа хромосом Orchidaceae. Бот. журн. 1983. Т. 68, № 12. С. 1682.
- Аверьянов Л. В., Аверьянова Е. Л., Лавренко А. Н. Кариосистематическая характеристика рода Dactylorhiza (Orchidaceae) на территории среднего Тишана. Бот. журн. 1980. Т. 65, Вып. 7. С. 983—989.
- Аверьянов Л. В., Аверьянова Е. Л., Лавренко А. Н. Кариосистематическая характеристика орхидей (Orchidaceae) Печеро-Илычского заповедника. Бот. журн. 1982. Т. 67, Вып. 7. С. 975—951.
- Аверьянов Л. В., Аверьянова Е. Л., Лавренко А. Н. Кариосистематическое исследование орхидных (Orchidaceae) на территории Коми АССР. Бот. журн. 1982. Т. 67, Вып. 2. С. 1491—1499.
- Аверьянов Л. В., Ву Нгок Лонг. Редкие виды рода Eria (Orchidaceae) во флоре Вьетнама. Бот. журн. 1989. Т. 74, № 10. С. 1518.
- Аверьянов Л. В., Ву Нгок Лонг. Род Eria (Orchidaceae) во Вьетнаме. Секции Bambusifoliae, Mucaranthes, Triehostoma, Polyurae, Dendrolirium, Strongyleria, Pinalia и Urostachyae. Бот. журн. 1990. Т. 75, № 11. С. 1583—1593.
- Аверьянов Л. В., Ву Нгок Лонг. Род Eria (Orchidaceae) во Вьетнаме. Секции Hymenaria, Secundae, Cylindrolobus и Conchidium. Бот. журн. Т. 76, № 3. С. 442.
- Аверьянов Л. В., Зыонг Дык Гуен. Редкие виды рода Dendrobium (Orchidaceae) во флоре Вьетнама. Ботан. журн. 1989. Т. 74, № 11. С. 1667—1668.
- Аверьянов Л. В., Лавренко А. Н. Кариосистематическое исследование сем. Orchidaceae на территории Коми АССР. Тез. докл. IX симпозиума «Биологические проблемы Севера». Сыктывкар. 1981. С. 11.
- Аверьянов Л. В., Медведева Н. А., Серов В. П. Числа хромосом представителей сем. Orchidaceae с Кавказа. Бот. журн. 1985. Т. 70, № 7. С. 999—100.
- Аверьянов Л. В., Соловьев В. И. Изучение, перспективы использования и сохранения вьетнамских орхидей. Тез. докл. III Всесоюз. совещ. «Охрана и культивирование орхидей». Москва: Наука. 1986. С. 55-56.
- Аверьянов Л. В., Теплякова Т. Е. Кариосистематическое исследование орхидных (Orchidaceae) северо-восточного Алтая. Вестн. ЛГУ. Сер. биол. 1984. № 21, Вып. 4. С. 82-84.
- Аверьянов Л. В. Новые таксоны и номенклатурные изменения в семействе орхидных (Orchidaceae) флоры Вьетнама. Бот. журн. 1988. Т. 73, № 3. С. 423—432.
- Аверьянов Л. В. Хромосмные числа некоторых видов семейства Orchidaceae для Ленинградской и Вологодской областей. Бот. журн. 1977. Т. 62, Вып. 4. С. 597—553.
- Аверьянов Л. В. Происхождение и некоторые особенности эволюции, биологии и экологии орхидных (Orchidaceae). Бот. журн. Т. 76, № 10. С. 1345.
- Аврьянов Л. В. Новый вид рода Cynorkis (Orchidaceae) с Сейшельских островов. Бот. журн. 1983. Т. 68, Вып. 11. С. 1566.
- New Species of Orchids from Vietnam. (недоступная ссылка — история) // Taiwania. — 2007. — Вып. 52(4). — С. 287—306.

## Таксоны растений, названные в честь Л. В. Аверьянова
- Arisaema averyanovii V.D.Nguyen & P.C.Boyce (2005)
- Aspidistra averyanovii N.S.Lý & Tillich (2016)
- Bulbophyllum averyanovii Seidenf. (1992)
- Calanthe averyanoviana M.W.Chase, Christenh. & Schuit. (2020) [syn.  Phaius leonidii P.J.Cribb & J.V.Stone (2017)]
- Calanthe leonidii P.J.Cribb & D.A.Clayton (2012)
- Curcuma leonidii Škorničk. & Luu (2013)
- Licuala averyanovii A.J.Hend., N.K.Ban & N.Q.Dung (2008)
- Liparis averyanoviana Szlach. (1993)
- Seseli averyanovii Pimenov & Kljuykov (2002), nom. inval.
- Tupistra leonidii D.K.Roy & A.A.Mao (2018)
- Xyloselinum leonidii Pimenov & Kljuykov (2006)